# Höllstein (Ammergauer Alpen)
Der Höllstein historisch auch Höllkopf ist ein 1435 m ü. NHN hoher felsiger Gipfel im Höllsteinkamm in den Ammergauer Alpen. Westlich im Kamm folgt das Ettaler Manndl. Östlich führt der Kamm bis zum Schartenkopf.
Über den Kamm verläuft die Gemeindegrenze zwischen Oberammergau und Eschenlohe. Der felsige höchste Punkt ist nur weglos erreichbar.